# Canon EOS-1Ds
EOS-1Ds — це повнокадрова 11.1 мегапіксельна цифрова дзеркальна фотокамера виготовлена Canon у серії 1Ds, була випущена 24 вересня 2002 року. Це була перша повнокадрова цифрова дзеркальна камера від Canon. Розміри становлять 156 x 157,6×79.9 мм, а маса (без батареї) —  1,265 г.

## Функції
EOS-1Ds є автофокусною камерою та має два режими автофокусу та можливість використовувати ручний режим. Видошукач — скляна пентапризма. Також камера має дводюймовий, тонкоплівковий, кольоровий рідкокристалічний дисплей з приблизно 120000 пікселів.
Сенсор зображення камери — КМОН-мікросхема з Баєровським фільтром. Він має приблизно 11.4 мільйонів ефективних пікселів. Невід'ємний оптичний згладжуючий фільтр розташований перед сенсором.
Затвор — електронно контрольований у фокальній площині, з мінімальною витримкою 1/8000 с. М'який спуск затвора відбувається через електромагнітний сигнал.